# Wenceslaus-Bijbel
De Wenceslaus-Bijbel is een verluchte Bijbel. Het handschrift werd vervaardigd tussen 1390 en 1400 in Praag en wordt nu bewaard in de Österreichische Nationalbibliothek in Wenen als Codex Vindobonensis 2759 tot 2764. Het werd geschreven in het Duits in opdracht van koning Wenceslaus IV van Bohemen. Deze Bijbel is een van de dertien vertalingen van de Bijbel in het Duits die te dateren zijn voor de Lutherbijbel.

## Beschrijving
Het handschrift bevat 1214 folia van vellum van 530 bij 370 mm groot die verdeeld zijn over zes volumes (met 240, 182, 144, 211, 206 en 231 folia). Het is geschreven in het Duits in een littera textualis in twee kolommen van zesendertig lijnen per blad, met een koptekst boven elke kolom. Het tekstblok meet 335 bij 230 mm.
De Bijbel werd ingebonden in de huidige zes volumes omstreeks 1790. Na de facsimilering in 1981 werden de beschadigde boekbanden uit bruin leder over karton vervangen door nieuwe banden van wit leder over houten boekplatten.

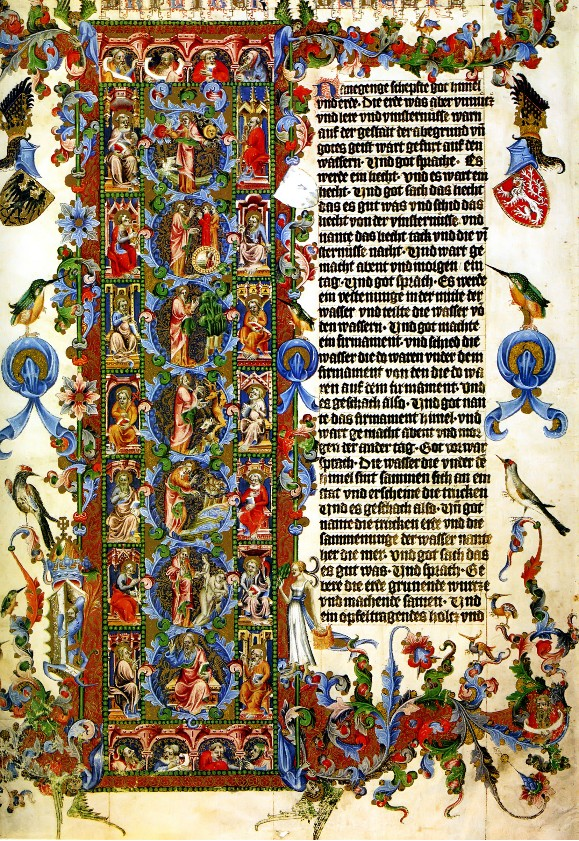
Begininitiaal Genesis (2759, f2r)

## Inhoud
De Bijbel is niet volledig, het Nieuwe Testament ontbreekt volledig en van het Oude Testament ontbreken Makkabeeën I en II en de twaalf kleine profeten. Een gedetailleerde inhoudslijst vindt men hieronder.
| Folia          | Inhoud                                                     |
| -------------- | ---------------------------------------------------------- |
| Codex 2759     |                                                            |
| ff. 1r–2r      | Proloog                                                    |
| ff. 2r–53r     | Genesis                                                    |
| ff. 53v–98v    | Exodus                                                     |
| ff. 99r–130r   | Leviticus                                                  |
| ff. 130r–174v  | Numeri                                                     |
| ff. 174v–213v  | Deuteronomium                                              |
| ff. 214r–239v  | Jozua                                                      |
| Codex 2760     |                                                            |
| ff. 1r–29r     | Richteren.                                                 |
| ff. 29r–33r    | Ruth.                                                      |
| ff. 33r–108r   | I en II Samuel                                             |
| ff. 108r–182v  | I en II Koningen tot 24:18                                 |
| Codex 2761     |                                                            |
| ff. 1r–2v      | II Koningen 24:18 - 25                                     |
| ff. 2v–80r     | I en II Kronieken                                          |
| f. 81r–81v     | Het gebed van Manasse                                      |
| ff. 81v–93v    | Ezra I                                                     |
| ff. 94r–131v   | Ezra II en Ezra III                                        |
| ff. 132r–144v  | Tobia                                                      |
| f. 144v        | Judith                                                     |
| Codex 2762     |                                                            |
| ff. 1r–65r     | Jesaja (met proloog).                                      |
| ff. 65r–139r   | Jeremia (met proloog).                                     |
| ff. 139r–146r  | Klaagliederen van Jeremia (met de inleiding op de Vulgaat) |
| ff. 147v–163v  | Judith                                                     |
| ff. 163v–174r  | Esther(1:1–10:3).                                          |
| f. 174r        | Commentaren van de heilige Hiëronymus                      |
| ff. 174r–174v  | Esther (10:4–11:1).                                        |
| f. 174v        | Commentaren van de heilige Hiëronymus                      |
| ff. 174v–175r  | Esther (11:2–12:6).                                        |
| f. 175r–175v   | Commentaren van de heilige Hiëronymus                      |
| f. 175va–175vb | Esther (12:6–13:7).                                        |
| ff. 175v–176r  | Commentaren van de heilige Hiëronymus                      |
| ff. 176r–177r  | Esther (13:8–14:19).                                       |
| f. 177r        | Commentaren van de heilige Hiëronymus                      |
| ff. 177r–178r  | Esther (15:1–19).                                          |
| f. 178r        | Commentaren van de heilige Hiëronymus                      |
| ff. 178r–179r  | Esther (16:1–24).                                          |
| ff. 179v–211v  | Job (met proloog).                                         |
| f. 211v        | Psalm 1, 1 (in het Latijn).                                |
| Codex 2763     |                                                            |
| f. 1v          | Inhoudsopgave van datum 24.07.1447.                        |
| f. 2r          | Psalm 1, 1 (Latijn).                                       |
| ff. 2r–87v     | Psalmen (deels in het Latijn).                             |
| ff. 87v–114r   | Spreuken                                                   |
| ff. 114r–124r  | Ecclesiastes                                               |
| ff. 124r–129r  | Hooglied                                                   |
| ff. 130r–148v  | Sapientia                                                  |
| ff. 148v–169v  | Ecclesiasticus (Jesus Sirach)                              |
| Codex 2764     |                                                            |
| ff. 1r–72v     | Jesaja (met proloog)                                       |
| ff. 72v–152v   | Jeremia (met proloog)                                      |
| ff. 153r–161v  | Baruch                                                     |
| ff. 161v–231r  | Ezechiel                                                   |

## Geschiedenis
Wenceslaus gaf de opdracht voor deze Bijbel in het vernaculair zoals blijkt uit enkele verzen uit de proloog die specifiek naar Wenceslaus en zijn vrouw Sophia Euphemia van Beieren verwijzen, die afgebeeld werden in de initiaal op folium 2 recto. Gezien het huwelijk tussen Sophia en Wenceslaus pas afgesloten werd op 2 mei 1389, is dit een Terminus post quem voor het dateren van het handschrift. Door het volume van het schrijfwerk, dat voor een groot deel het werk is van één kopiist, kan men ervan uitgaan dat het werk niet voor het midden van de jaren 1390 voltooid was. Ook de stijl van de verluchting wijst naar het midden tot het einde van de jaren 1390. Martin Rotlöw, muntmeester van de koning, werd als promotor van het project genoemd, maar anderen stellen dat dit achterhaald is onder meer omwille van zijn overlijdensdatum van 1392. Martin Rotlöw bestelde wel een Duitse vertaling van de Bijbel die als basis voor de Wenceslaus Bijbel diende.

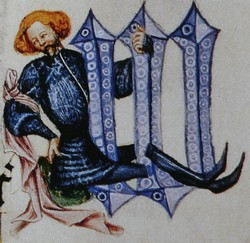
Wenceslaus IV in een versierde initiaal van de bijbel.

Het originele handschrift was gepland voor drie volumes maar raakte nooit afgewerkt en de katernen bleven ongebonden. Na het overlijden van Wenceslaus in 1419 ging het ongebonden materiaal naar zijn broer Sigismund die het boek als bruidsschat meegaf aan zijn dochter Elisabeth. Zo kwam het terecht bij Albrecht II die overleed in 1439. Daarna kwam het materiaal in het bezit van keizer Frederik III, de voogd van Ladislaus Posthumus, Albrechts zoon die nog niet geboren was toen zijn vader stierf. Frederik liet de Bijbel overbrengen naar de Wiener Hofburg en daarna naar Wiener Neustadt. Hij liet de Bijbel gedeeltelijk afwerken en inbinden in drie volumes. Uit die tijd stammen de inhoudsopgave, het jaartal 1447 en het devies van Frederik (A.E.I.O.U.) op folium 1 verso van de codex 2763. Rond 1500 kwam het werk via keizer Maximiliaan I terecht in de schatkamer van de Hofburg van Innsbruck waar het in een inventaris van de bibliotheek van Maximiliaan van 1564, voor het eerst vermeld werd. In 1574 werd de Bijbel door aartshertog Ferdinand II (1564-1595) overgebracht naar Schloss Ambras. Toen de Tiroolse tak van het huis Habsburgse met Sigismund Frans in 1665 uitstierf werd de bibliotheek van Schloss Ambras toegevoegd aan de Wiener Hofbibliothek. In (waarschijnlijk) 1790 werd de Bijbel opnieuw ingebonden, ditmaal in zes volumes, en in 1936 wordt het werk overgedragen aan de Österreichische Nationalbibliothek. Van 1981 tot 1988 werd een facsimile van het volledige werk gemaakt in acht banden.

## Productie

### Scribenten
Men gaat er tegenwoordig van uit dat bij het schrijven van de tekst vier schrijvers betrokken waren, waarvan de zogenoemde hand-1 1900 bladzijden voor zijn rekening nam.
Volgens de laatste studies gaat men uit van de in de tabel opgegeven toewijzing.
| Codex | Hand | Folia               |
| ----- | ---- | ------------------- |
| 2759  | 1    | 1-240               |
| 2760  | 1    | 1-182               |
| 2761  | 1    | 1-6, 8-128, 137-144 |
|       | 3    | 7, 132-136          |
|       | 4    | 129-136             |
| 2762  | 1    | 148-211             |
|       | 2    | 11-146              |
|       | 3    | 147-147             |
|       | 4    | 1-10                |
| 2763  | 1    | 2-186, 193-206      |
|       | 3    | 1                   |
|       | 4    | 187-192             |
| 2764  | 1    | 1-123, 131-138,     |
|       | 2    | 139-231             |
|       | 4    | 124-130             |

### Minaturisten

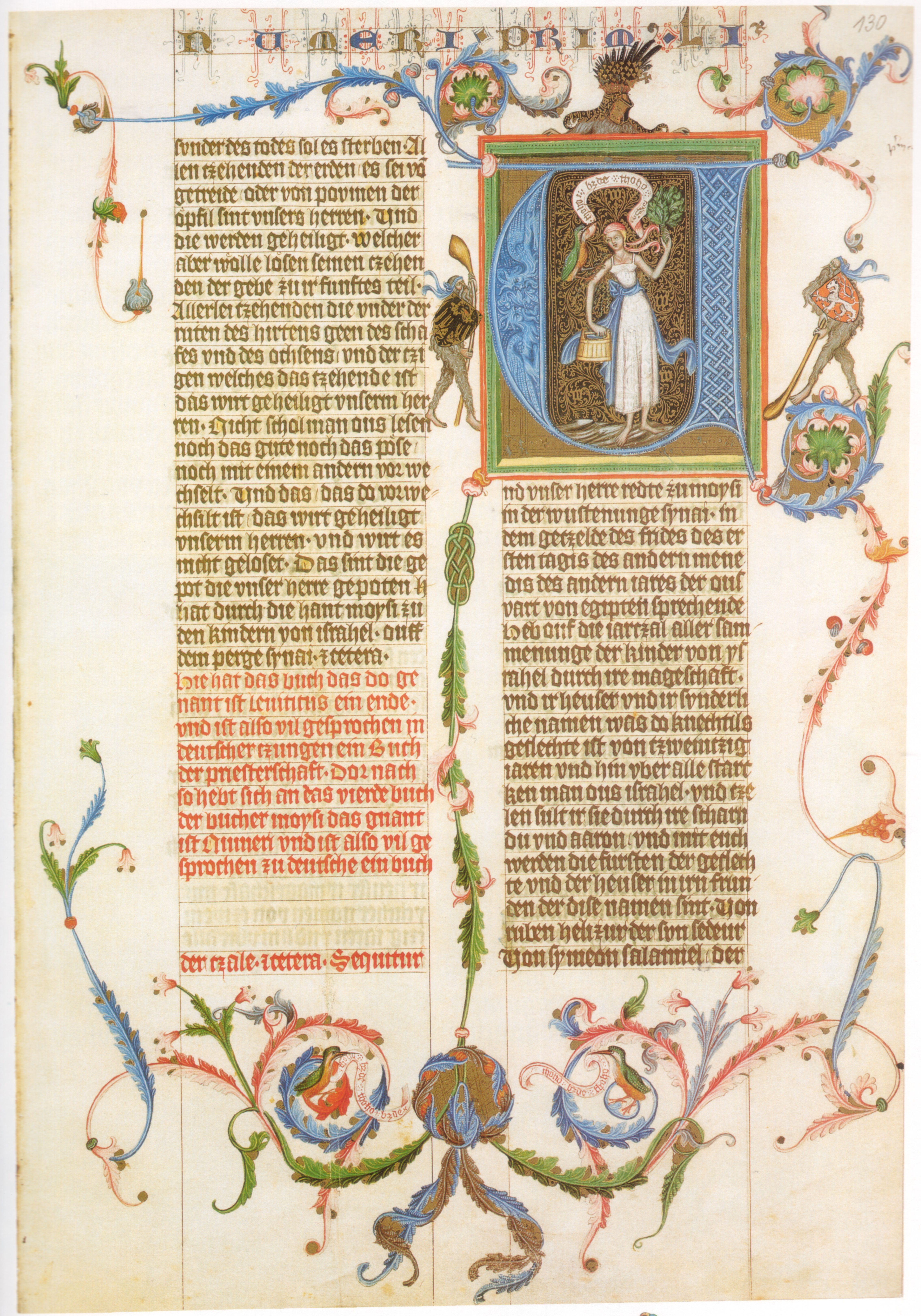
f130t, Numeri, gehistorieerde initiaal met badmeisje en wildeman links van de initiaal.

De meeste kunsthistorici zijn het erover eens dat de illuminatie van dit kolossale werk werd geregisseerd door één verantwoordelijke. Studies uit de negentiende eeuw dachten daarbij aan een centraal atelier waar al het werk aan het handschrift werd uitgevoerd door een rits vaste medewerkers. Maar in modern onderzoek heeft men deze theorie laten varen en gaat men er eerder van uit dat er verscheidene ateliers bij de realisatie van de verluchting betrokken waren.
Voor het model van de illustratie baseerde men zich op de overvloedig versierde wereldkronieken die in die periode in het Zuid Duitse spraakgebied populair waren, in de proloog werd hier trouwens op gewezen. Dit model vinden zien we terug in de overvloedige illustratie maar ook in het gebruik van de kolombrede rechthoekige miniaturen. De meeste illustraties werden voor de Bijbel nieuw ontworpen en waren het werk van een ganse reeks miniaturisten waarvan er minstens negen duidelijk van elkaar te onderscheiden zijn. Twee van de miniaturisten kennen we bij naam omdat hun signatuur bij enkele van de door hen verluchte katernen niet werd weggesneden bij de inbinding. Een van hen is de hofminiaturist van Wenceslaus die tekende als Frana (van František). De andere, N(ikolaus) Kuthner, was waarschijnlijk afkomstig van Silezië. Andere anonieme miniaturisten kan men op basis van hun stijl lokaliseren in Zuid-Duitsland, Mâhren in het Westerwald en tot in Vlaanderen toe. Maar in de ateliers in Praag raakte hun stijl gemengd met Italiaanse en Franse elementen uit de jaren 1360-1370.
Naast de twee die we bij naam kennen zijn de andere miniaturisten gekend onder noodnamen zoals de Balaam-meester, de Siebentage-meester, de Salomo-meeter, de Esra-meester, de Morgan-meester, de Samson-meester en de Ruth-meester. Uit de kunsthistorische onderzoeken die werden uitgevoerd bij het maken van de facsimile kwamen de onderzoekers tot het besluit dat elke miniaturist over zijn eigen ‘florator’ beschikte of zelf die functie vervulde.
Zoals eerder aangegeven, werd om een zekere stijleenheid te waarborgen, de inhoud van de afbeeldingen, de personages, hun kleding, de omgeving en de acties voorgeschreven door de ‘redacteur’ die het ganse werk overzag. De man moet zeer belezen zijn geweest en vertrouwd met de Bijbelse verhalen. Hij behoorde ongetwijfeld tot de geestelijke stand; hij schreef zijn opgave voor de verluchting trouwens in het Latijn en niet in het Duits. Hij was zeker geen kunstenaar, want de opdrachten die hij schreef waren soms nagenoeg onuitvoerbaar. De meeste van zijn opgaven werden achteraf weggeschraapt hoewel een aantal bewaard zijn gebleven vooral daar waar de miniaturen nooit werden gerealiseerd. Dit beduidt dat ook de miniaturisten geen eenvoudige handwerkslui kunnen geweest zijn, ze moesten de Latijnse instructies kunnen interpreteren, maar daarnaast ook de Duitse Bijbeltekst kunnen verstaan om de aanwijzingen van de redacteur in beeld te brengen.
Alle verluchters die bij het werk betrokken waren, gebruikten hun eigen stijl, niettemin moeten er toch nauwe contacten zijn geweest, waarbij ze van collega’s kopieerden, of ondertekeningen van andere meesters inkleurden, of elkaars miniaturen afwerkten, zodat uiteindelijk toch een gemeenschappelijke stijl ontstond die men de ‘Stijl van het Praagse hofatelier’ zou noemen. Maar de stijleenheid van het werk werd ook in belangrijke mate gerealiseerd in de margeversiering. Sedert het midden van de 14e eeuw was men in de Boheemse boekverluchting de uit Italië margeversiering met acanthusranken gaan gebruiken. Deze randversiering van acanthusranken gevuld met de koninklijke emblemen en de alomtegenwoordige wildemannen, badende mannen en badmaagden, wijst evengoed als de notities in de proloog, koning Wenceslaus als opdrachtgever en eerste eigenaar aan.

## Verluchting

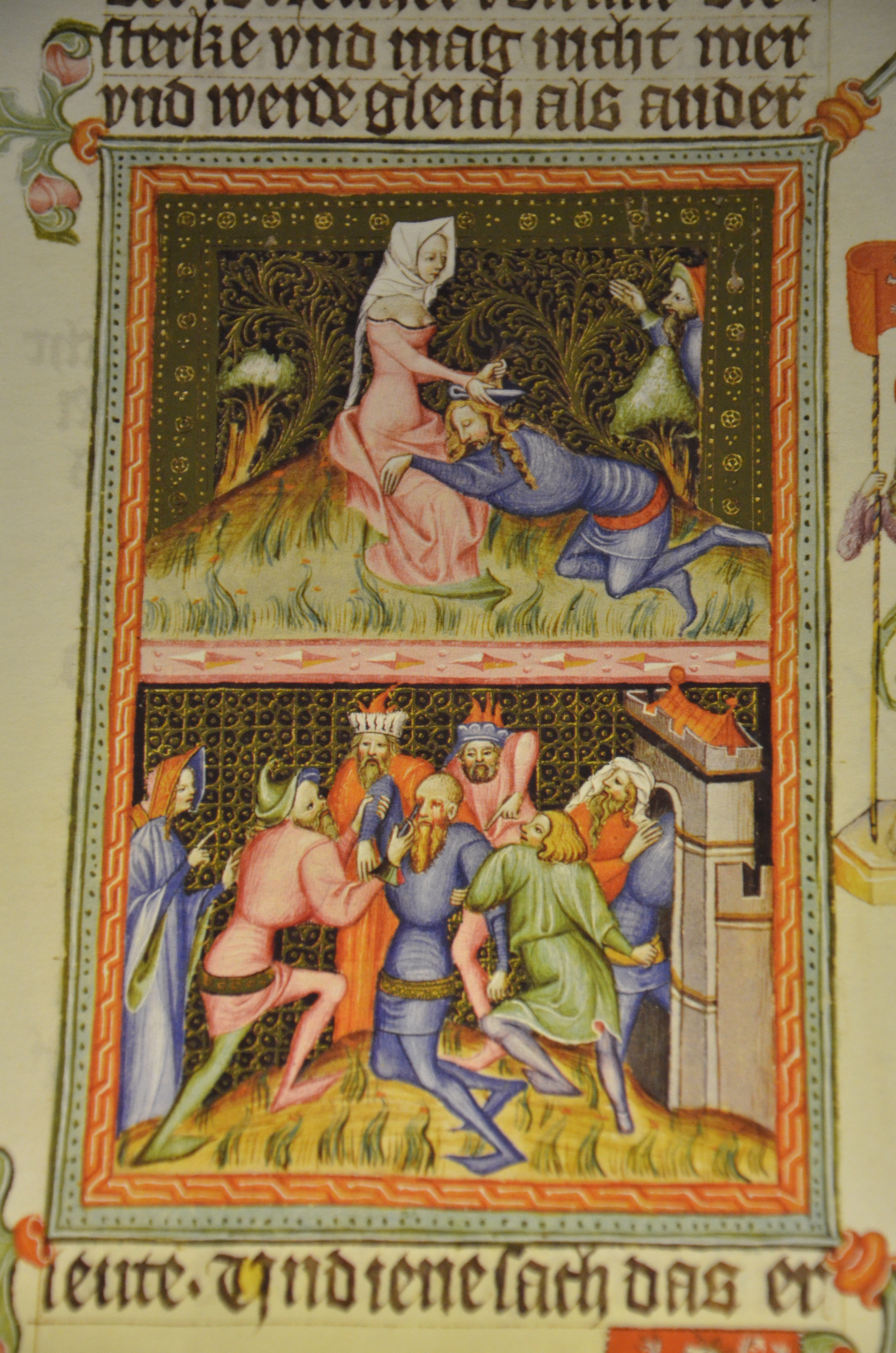
Samson en Delila (Rechters 16,4-22)

In de regel begint elk Bijbelboek met een gehistorieerde initiaal. In de gehistorieerde initialen vindt men afbeeldingen van koning Wenceslaus of van de embleemfiguren die door het ganse werk terugkeren zoals het badmeisje en de wildeman. Genesis is hierop een uitzondering, want daar begint de tekst met een initiaal “I” (In anegenge schepfte got himmel und erde) die de ganse linkerkolom inneemt en versierd is met medaillons die de scheppingsdagen afbeelden met daarnaast nissen met de apostelen, profeten en engelen (afbeelding bij sectie "Inhoud").

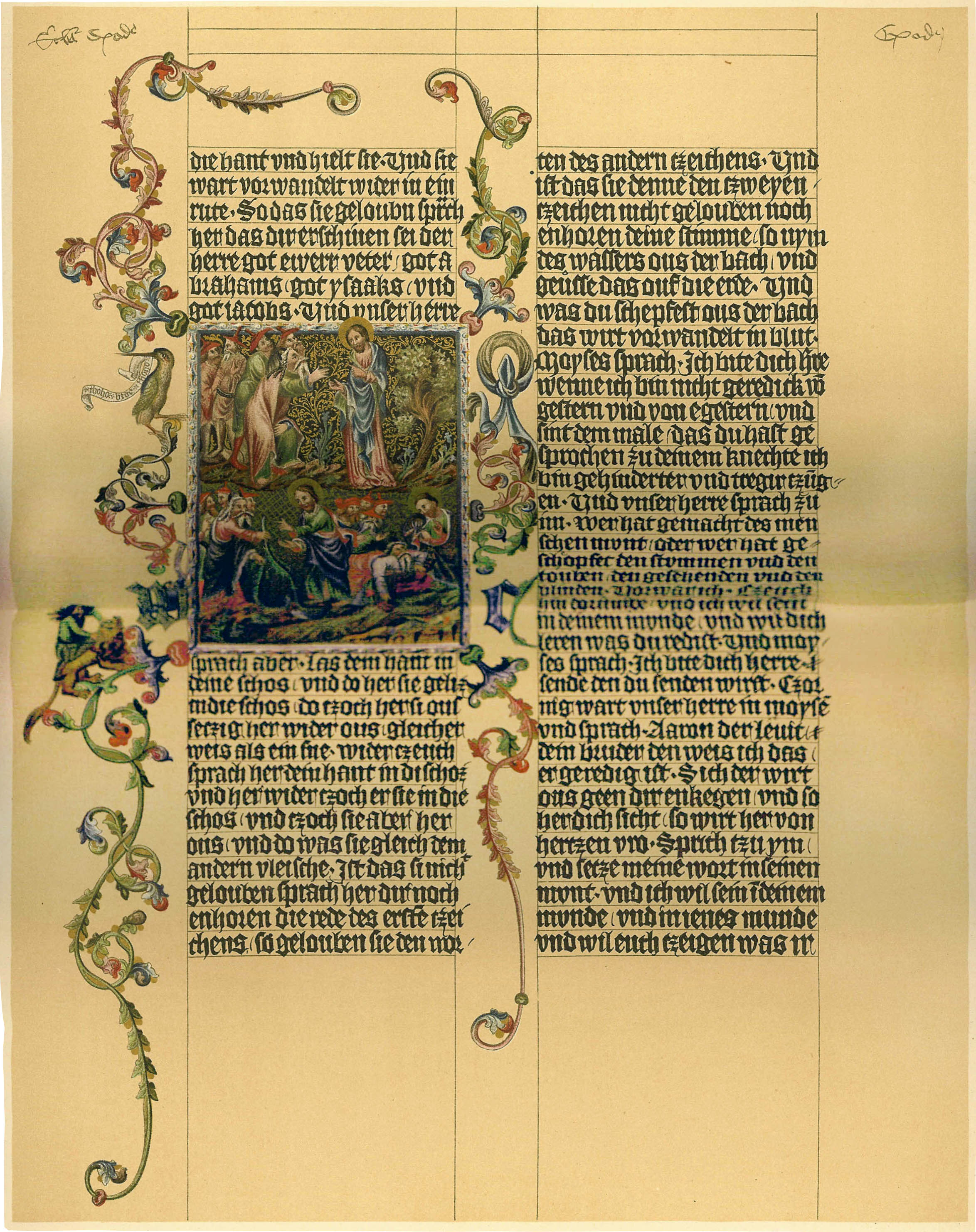
Rankwerk op pagina uit Exodus 4:4-15

De teksten in het Bijbelboek werden geïllustreerd met rechthoekige kolombrede miniaturen. Volume 2762 en 2764 zijn niet verlucht, volume 2763 is slechts voor een klein deel verlucht. In totaal zijn er 19 gehistorieerde initialen en 635 rechthoekige miniaturen er was bovendien plaats gelaten voor ca. 900 andere miniaturen die nooit werden afgewerkt. Het beeldvlak van de miniaturen is dikwijls in twee of drie horizontale registers verdeeld om de episodes van het verhaal duidelijk te kunnen weergeven (zie Samson en Delila). Tegen het einde van het tweede volume gaan de miniaturisten die verdeling diagonaal uitvoeren en worden de beeldvlakken gescheiden door landschapselementen.
De miniaturen zijn omlijst met een driedimensionaal kader en zijn met filigraanwerk, bloemen, ranken of staven, ruiten en ringen versierd. De hoeken lopen uit in rankwerk van acanthus versierd met bloemen, vruchten, goudvlekjes en waarin men de wapens en de emblemen van de koning verwerkt maar ook aapjes, vogels, draken en allerlei drolerieën. Meer dan 140 dubbelbladzijden zijn op die manier versierd. Soms worden de tekstblokken omlijst met brede rechthoekige banden versierd met medaillons. Voor de achtergrond van de miniaturen en gehistorieerde initialen werd dikwijls bladgoud gebruikt dat met raamwerk en punten werd versierd. Andere miniaturen hebben een geschilderde achtergrond die dan met gouden rankwerk of geometrische rasters wordt versierd.
Voorbeelden van emblemen in de randversiering

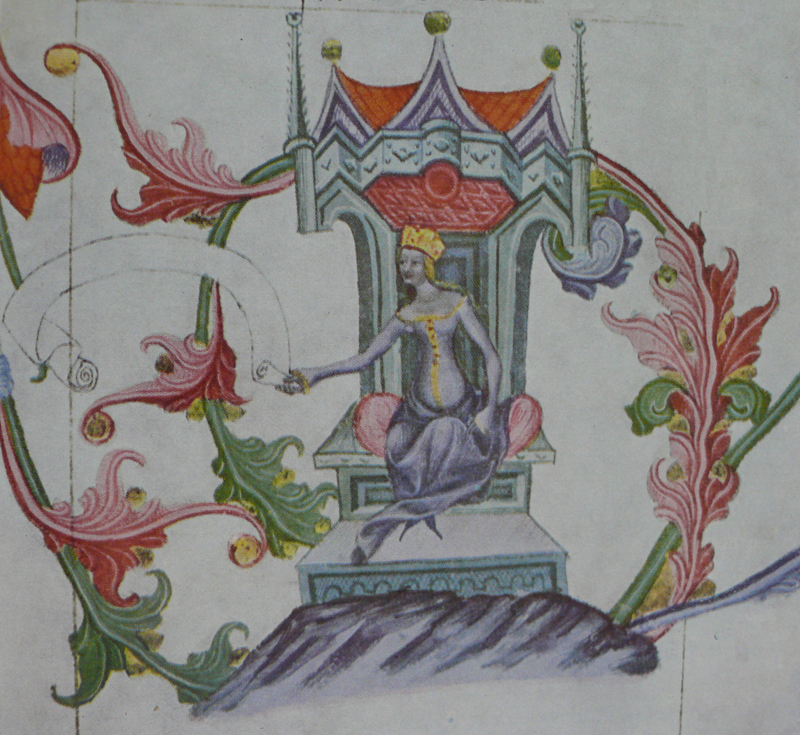
De koningin
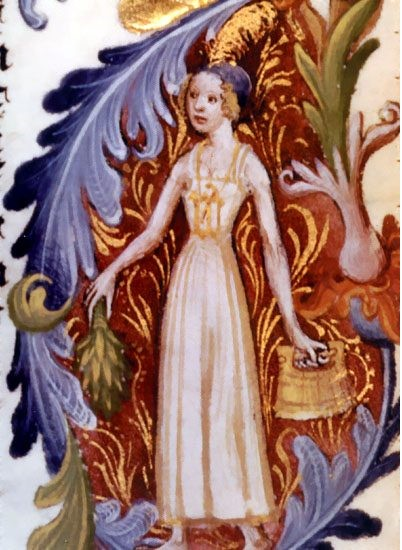
Badmeisje
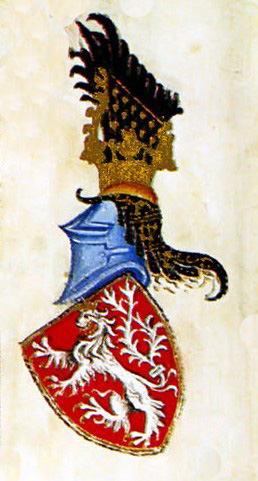
Wapen van Wenceslaus als koning van Bohemen
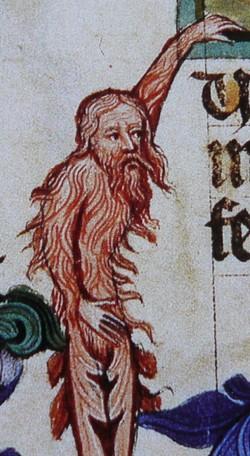
Wildeman
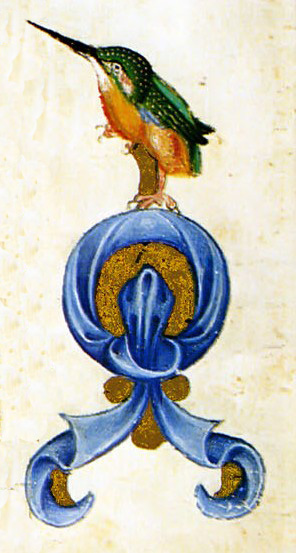
IJsvogel
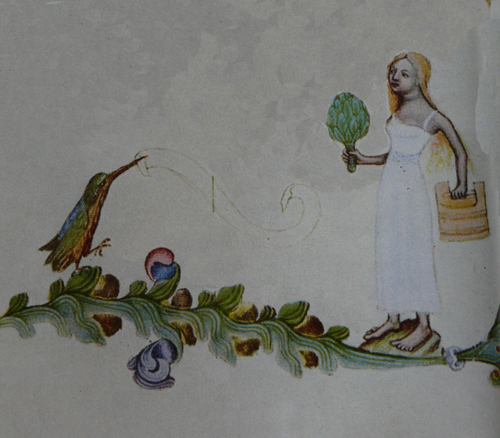
IJsvogel en badmeisje

## Weblinks
- Selected illustrations of military interest from the King Wenceslas IV Bible

Codex Amiatinus · Anjou-Bijbel · Bury Bijbel · Bijbel van de Heilige Lodewijk · Gotische Bijbel · Middelfrankische Rijmbijbel · Rado-Bijbel · Rijmbijbel · Ripoll-bijbels - Souvigny-Bijbel · Speyer-fragment · Tweede Bijbel van Karel de Kale · Weense Bible Moralisée C.V. 1179 · Weense Bible Moralisée C.V. 2554 · Weense Genesis · Wenceslaus-Bijbel · Zwolse Bijbel